# Ruhete
Ruhete är ett vattendrag i Burundi.   Det ligger i provinsen Bujumbura Rural, i den västra delen av landet, 11 kilometer öster om huvudstaden Bujumbura.
Omgivningarna runt Ruhete är en mosaik av jordbruksmark och naturlig växtlighet. Runt Ruhete är det ganska tätbefolkat, med 185 invånare per kvadratkilometer.